# Jalaquduq
Jalaquduq (in uzbeko Jalaquduq; in russo Джалакудук) è il capoluogo del distretto di Jalalkuduk nella regione di Andijan, in Uzbekistan. La città è stata intitolata al politico sovietico uzbeco Yo‘ldosh Oxunboboyevich Oxunboboyev(1885-1943).
Ha una popolazione (calcolata per il 2010) di 15.667 abitanti. La città si trova nella valle di Fergana, circa 30 km a est di Andijan.